# Harmonieorkest "St. Jozef" Kaalheide Kerkrade
Het harmonieorkest St. Jozef Kaalheide Kerkrade, opgericht op 8 april 1923 door de paters Stanislaus en Victorinus te Kaalheide, is een van de toonaangevende harmonieorkesten in Nederland.
Hun eerste vaandel krijgen zij in 1929. Aanvankelijk gesticht als Kerkelijke Fanfare wordt het orkest in 1954 omgevormd tot harmonieorkest. Vanaf de jaren 60 kent het orkest een grote muzikale bloei. Het eerste succes op een Bondsconcours wordt behaald in 1962 in de afdeling Uitmuntendheid met een 1e prijs met lof der jury. Vervolgens wordt in 1964 het eerste landskampioenswimpel binnen gehaald in de ere-afdeling en promotie naar de superieure afdeling. Ter gelegenheid van het 50-jarig jubileum in 1973 wordt de vereniging begiftigd met de ere-penning van Verdiensten door Hare Majesteit Koningin Juliana. In 1975 behaalt het orkest het landskampioenschap in de afdeling superieur en verwerft hiermee de felbegeerde Oranje Wimpel. Dit succes wordt herhaald in 1981 en 1986.
In 1989 is het orkest als eerste Kerkraadse muziekvereniging toegetreden tot de 'concertafdeling'. In november 1991 tijdens een concours in de concertafdeling in het kader van het 40-jarig bestaan van de stichting Wereld Muziek Concours Kerkrade, behaalt het orkest in de Rodahal te Kerkrade 343 punten en predicaat B. In 1995 bij de eerste Open Nederlandse Kampioenschappen Concertafdeling, behaalt het orkest wederom in de Rodahal Kerkrade en verbeterde het vorige concours in de concertafdeling met 348,5 punten. Na een periode van hard werken en zelfreflectie nam men in 2004 weer deel aan het Bondsconcours te Venlo. Hier behaalde het orkest in de 1ste afdeling (voorheen de "superieure" afdeling) met 91,5 punten een eerste prijs met lof der jury.
De veelzijdigheid van het harmonieorkest wordt jaarlijks weergegeven in de muzikale uitstraling van het Oranjeconcert, op Koninginnedag in het Parkstad Limburg Theater Kerkrade en verschillende andere projecten en concerten. Denk hierbij aan cd-opnames en bijzondere concerten. Belangrijke dirigenten waar Kaalheide onder heeft mogen spelen zijn onder anderen Jos Soudant (tevens eredirigent), Jo Conjaerts, Thijs Tonnaer, Pierre Kuijpers, Alex Schillings, Frenk Rouschop en Fried Dobbelstein. In de periode van 2006 tot 2010 stond het orkest o.l.v. Henk Haan. Tijdens deze periode heeft het orkest een nieuwe weg ingeslagen en weer de weg naar boven gevonden. Sinds september 2010 heeft Björn Bus de dirigeerstok overgenomen.